# Louis Roumieux

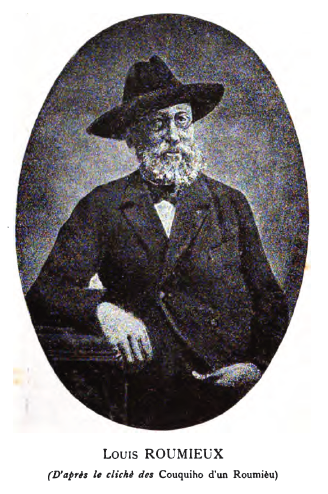
Louis Roumieux

Louis Roumieux (* 26. März 1829 in Nîmes; † 13. Juni 1894 in Marseille) war ein französischer Schriftsteller okzitanischer Sprache.

## Leben und Werk
Louis Roumieux, der unvermögend aufwuchs, beendete das Studium am Priesterseminar mangels Berufung und wurde Korrektor in einer Druckerei. Er heiratete eine wohlhabende Tochter und übernahm das Geschäft seines Schwiegervaters. Durch die Geschäftsverbindungen nach Spanien wurde er 1869 spanischer Vizekonsul in Beaucaire. Ein Prozess trieb ihn in den Ruin. Er gab das Geschäft auf und ging 1876 über Nîmes als Korrektor nach Montpellier. Seine Frau verließ ihn. Seine zweite Frau starb auf einer Argentinienreise. Er ging nach Marseille, lebte dort mittellos bei einer Verwandten und starb 1894 im Alter von 65 Jahren.
Als provenzalischer Dichter war er Schüler von Antoine Bigot und Frédéric Mistral, mit dem er freundschaftlichen Umgang pflegte. Bei Gründung der Félibrige-Akademie 1876 wurde er Majoral (Akademiemitglied) und erhielt den Sitz Cigalo de Nimes. Er schrieb Dichtung, Volkstheater und das komisch-heroische Heldengedicht La Jarjaiado über die Erlebnisse eines Avignoner Arbeiters in Himmel, Fegfeuer und Hölle. Eduard von Jan sprach von seinem „unverwüstlichen Humor“.
In Montpellier ist eine Straße nach ihm benannt.

## Werke (Auswahl)
- (mit Antoine-Hippolyte Bigot) Li Bourgadieiro. Poésies patoises. Ballivet et Fabre, Nîmes 1854.
- (mit Antoine-Hippolyte Bigot) Li Griséto. Poésies patoises. Ballivet et Fabre, Nîmes 1854.
- Quaù vòu prendre dos lèbre a la fes, n'en pren ges, coumédi prouvençalo en 3 ate e en vers. J. Roumanille, Avignon 1862. (zweisprachig, Vorwort von Frédéric Mistral) (deutsch: Wer zwei Hasen auf einmal fangen will, fängt gar keinen)
- (Hrsg.) Li Belugo d'Antounieto de Bèu-Caire. Avignon 1865.
- La Rampelado. Pouesio prouvençalo. J. Roumanille, Avignon 1868, 1876. (deutsch: Das Signal zum Sammeln; Vorwort von Joseph Roumanille)
- Uno fèsto de famiho, pouesio. Aubanel, Avignon 1877.
- La Jarjaiado, pouèmo éroui-coumique. Édouard Marsal, Montpellier 1879. (Der Name des Helden ist Jarjaia)
- La Favorite de Bou-Améma. Grand roman inédit. Firmin et Cabirou frères, Montpellier 1882.
- La Bisco, coumédi prouvençalo en 2 ate e en vers. Le Dépit, comédie provençale en 2 actes et en vers. Maisonneuve, Paris 1883. (deutsch: Krebssuppe)
- Li couquiho d'un roumieu. Montpellier 1894. (zweisprachig, Vorwort von Frédéric Mistral)